# Göteborgs Bandyklubb
Göteborgs Bandyklubb, bildad 1915, var en bandyklubb i Göteborg, Sverige.
1917 förlorade man finalen mot Örgryte IS i Göteborgsregionens distriktsmästerskap . I svenska mästerskapet 1918 tog man sig till kvartsfinal, men väl där tvingades man lämna walk over borta mot Västerås SK sedan man inte hade råd med tågbiljetterna. I svenska mästerskapet 1921 tog man sig till åttondelsfinal, där man åkte ut mot IK Sirius. Då GAIS Bandy startade 2005 blev man klubbens farmarlag i Division 2, men efter säsongen 2005/2006 lades laget ner.